# ماتیو لوموان
ماتیو لوموان (فرانسوی: Mathieu Lemoine‎؛ زادهٔ ۱۷ آوریل ۱۹۸۴) سوارکار اهل فرانسه است.
وی همچنین برندهٔ جوایزی همچون لژیون دونور (شوالیه) شده‌است.
وی در مسابقات کشوری و بین‌المللی در مجموع برندهٔ ۱ مدال طلا، ۱ مدال برنز شده‌است.